# Équipe de Pologne des moins de 20 ans de football
Maillots
L'équipe de Pologne des moins de 20 ans est une sélection de joueurs de moins de 20 ans au début des deux années de compétition placée sous la responsabilité de la Fédération polonaise de football. Son meilleur résultat en Coupe du monde est troisième en 1983.
L'équipe de Pologne moins de 20 ans ne participe pas au Championnat d'Europe de football des moins de 19 ans qualificatif pour la Coupe du monde; c'est l'équipe des moins de 19 ans qui est convoquée.

## Parcours en Coupe du monde des moins de20 ans
- 1977 : Non qualifié
- 1979 : Demi-finaliste
- 1981 : Phase de groupes
- 1983 :  Troisième
- 1985 : Non qualifié
- 1987 : Non qualifié
- 1989 : Non qualifié
- 1991 : Non qualifié
- 1993 : Non qualifié
- 1995 : Non qualifié
- 1997 : Non qualifié
- 1999 : Non qualifié
- 2001 : Non qualifié
- 2003 : Non qualifié
- 2005 : Non qualifié
- 2007 : Huitième de finaliste
- 2009 : Non qualifié
- 2011 : Non qualifié
- 2013 : Non qualifié
- 2015 : Non qualifié
- 2017 : Non qualifié

## Palmarès
- Coupe du monde des moins de 20 ans :
  - Troisième (1) : 1983.

## Effectif actuel
Les joueurs suivants ont été appelés pour disputer des matchs d'Under 20 Elite League contre l'Allemagne et le Portugal les 23 et 27 septembre 2022.
Gardiens
- Mikołaj Biegański
- Kacper Bieszczad
- Fabian Mrozek

Défenseurs
- Jakub Szymański
- Kacper Kasperowicz
- Maksymilian Tkocz
- Bartosz Bernard
- Paweł Chrupałła
- Łukasz Bejger
- Karol Chuchro
- Bartosz Farbiszewski

Milieux
- Jan Biegański
- Marcel Wędrychowski
- Marcel Wędrychowski
- Jakub Witek
- Patryk Walicki
- Kacper Karasek
- Antoni Klimek
- Tomasz Neugebauer
- Bartosz Talar
- Bartosz Baranowicz
- Adrian Bukowski

Attaquants
- Kacper Sezonienko
- Aleksander Buksa
- Lucjan Klisiewicz